# 長崎市立大浦中学校
長崎市立大浦中学校（ながさきしりつおおうらちゅうがっこう、Nagasaki City Oura Junior High School）は長崎県長崎市高丘二丁目にある公立中学校。

## 概要
歴史
戦前の1943年（昭和18年）に高等科のみで設置された「長崎市大浦国民学校」を前身とする。1947年（昭和22年）の学制改革により、現校名となった。2012年（平成24年）に創立65周年を迎えた。
校訓
「感性豊かで、主体的に行動する生徒の育成」
校歌
作詞は市瀬正生、作曲は深町一朗による。3番まであり、各番に校名の「大浦中学」が登場する。
校区
長崎市立仁田佐古小学校校区（旧仁田小学校区、旧佐古小学校区）。
なお、大浦の名前を有する長崎市立大浦小学校があるが、この中学校区は長崎市立梅香崎中学校である。

## 沿革
前史
- 1943年（昭和18年）
  - 3月25日 - 校舎が完成。
  - 4月1日 - 「長崎市大浦国民学校」が開校。高等科を設置。近隣の国民学校より高等科児童が移される。

正史
- 1947年（昭和22年）4月1日 - 学制改革（六・三制の実施）
  - 旧・国民学校高等科が改組され「長崎市立大浦中学校」（現校名）となる。生徒数856名（17学級）でのスタート。
- 1956年（昭和31年）3月20日 - 体育館が完成。
- 1966年（昭和41年）7月30日 - プールが完成。
- 1977年（昭和52年）3月28日 - 新体育館が完成。
- 1993年（平成5年）12月20日 - コンピューター室が完成。

## 学校行事
3学期制

## 部活動
運動部
- サッカー部(現在はない)
- 卓球部
- バドミントン部
- バスケットボール部
- バレーボール部（現在はない）
- 剣道部（現在はない）

文化部
- 美術部

## アクセス
最寄りの路面電車停留場
- 長崎電気軌道大浦支線石橋停留場

最寄りのバス停
- 長崎バス「大浦中学校前」バス停

最寄りの国道・県道
- 国道324号
- 長崎県道237号小ヶ倉田上線

## 周辺
- 長崎市立仁田佐古小学校
- 長崎市立小島中学校
- 長崎県立長崎南高等学校
- 長崎女子高等学校

## 参考資料
- 「市制百年 長崎年表」（1989年（平成元年）4月1日, 長崎市役所）